# 米拉洛馬 (加利福尼亞州)
米拉洛馬（英語：Mira Loma）是位於美國加利福尼亞州河濱縣的一個人口普查指定地區。

## 地理
米拉洛馬的座標為33°59′05″N 117°30′55″W / 33.98472°N 117.51528°W，而該地最高點為海拔高度220米（即722英尺）。

## 人口
根據2010年美國人口普查的數據，米拉洛馬的面積為21.107平方千米，當中陸地面積為20.712平方千米，而水域面積為0.395平方千米。當地共有人口21930人，而人口密度為每平方千米1,038人。